# 鸦鹃鵙属

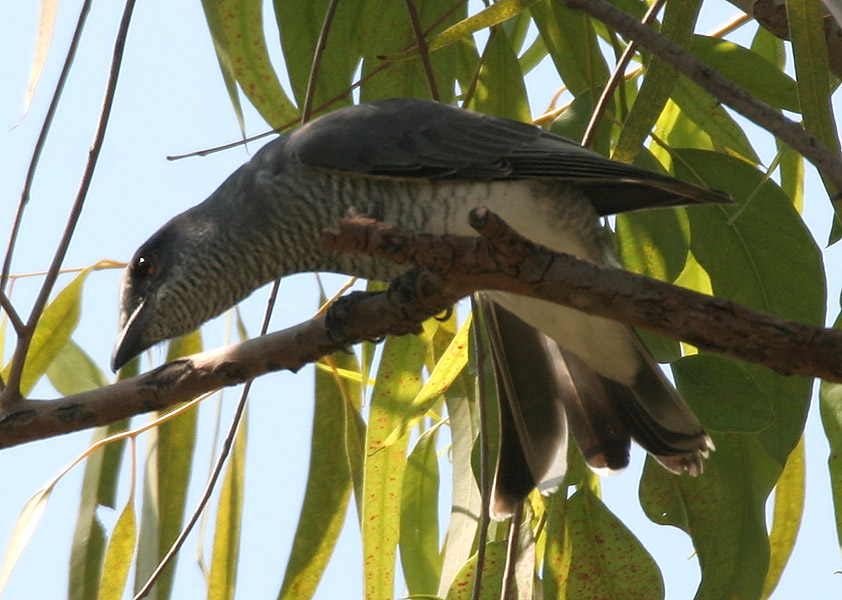
大鹃鵙

鸦鹃鵙属（学名：Coracina）是雀形目山椒鸟科下的一属。本属中存在与山椒鸟科下其他属相关的多系群，因此本属可能会在未来被加以修订。
鸦鹃鵙属包含有下列物种：
- 姬鹃鵙
- 山鹃鵙
- 摩鹿加鹃鵙
- 蓝鹃鵙
- 双色鹃鵙
- 白眼先鹃鵙
- 厚嘴鹃鵙
- 非洲灰鹃鵙
- 美岛鹃鵙
- 灰白鹃鵙
- 马岛鹃鵙
- 菲律宾黑鹃鵙 
  -  - 可能绝灭（20世纪早期）
  -  - 可能绝灭（20世纪早期）
- 凯岛鹃鵙
- 多氏鹃鵙
- 缨鹃鵙
- 布鲁鹃鵙
- 格氏鹃鵙
- 黑腹鹃鵙
- 黑肩鹃鵙
- 爪哇鹃鵙
- 巽他鹃鵙
- 白腰鹃鵙
- 黄眼鹃鵙
- 黑冠鹃鵙
- 大鹃鵙
- 细嘴地鹃鵙
- 尖尾鹃鵙
- 黑头鹃鵙
- 新几内亚鹃鵙
- 暗灰鹃鵙
- 黑胸鹃鵙
- 高山鹃鵙
- 苏拉鹃鵙
- 留岛鹃鵙
- 黑脸鹃鵙
- 白翅鹃鵙
- 白腹鹃鵙
- 哈岛鹃鵙
- 白胸鹃鵙
- 帝汶鹃鵙
- 灰鹃鵙
- 青灰鹃鵙
- 灰头鹃鵙
- 斑腹鹃鵙 
  -  - 绝灭（20世纪早期）
- 苏岛鹃鵙
- 苏拉蓝鹃鵙
- 长嘴鹃鵙 
  -  - 绝灭（20世纪中期，有争议）
- 毛里求斯鹃鵙

## 脚注和参考文献
1. ↑  部分中文文献将译为“鹃鵙属”，但山椒鸟科（Campephagidae）的模式属实际上是，为免二者在名称上的冲突，本处采用《大英百科全书》繁体中文版的译法，将本属译为“鸦鹃鵙属”，将译为“鹃鵙属”。
2. ↑  Knud A. Jønsson, Martin Irestedt, Jerome Fuchs, Per G.P. Ericson, Les Christidis, Rauri C.K. Bowie, Janette A. Norman, Eric Pasquet, Jon Fjeldsa (2008) Explosive avian radiations and multi-directional dispersal across Wallacea: Evidence from the Campephagidae and other Crown Corvida (Aves). Molecular Phylogenetics and Evolution 47:221–236